# Cephalophus nigrifrons
Cephalophus nigrifrons або чорнолобий дуїкер — вид парнокопитних ссавців родини бикових (Bovidae).

## Поширення
Вид поширений в Центральній Африці. Трапляється від дельти річки Нігер на схід до Альбертінського рифту та на південь до північної Анголи. Є також декілька ізольованих популяцій в монтанних лісах Кенії та Уганди.

## Опис
Тіло завдовжки 80–170 см у довжину та вагою 14–18 кг. Шерсть темно-коричневого, червоного або помаранчевого кольору. Від носа до чола проходить чорна смуга. Короткий хвіст чорний з білим кінчиком, завдовжки 7,5-15 см. Ноги довгі, вкриті чорною шерстю. І самці, і самиці мають короткі загострені роги, завдовжки 4–12 см. Підвид C. n. rubidus, який деякі дослідники вважають окремим видом, відрізняється від інших тим, що має біле черево та густішу шерсть.

## Спосіб життя
Ця маленька антилопа живе в гірських, низинних і болотистих лісах. Трапляється поодинці та парами. Активний і вдень, і вночі. Територіальна тварина, позначає межі своєї території пахучмим мітками із виділень залози на морді.

## Підвиди
- C. n. nigrifrons Gray, 1871 (Нігерія, Камерун, Екваторіальна Гвінея, Габон, Республіка Конго, Демократична Республіка Конго та Ангола);
- C. n. fosteri St. Leger, 1934 (гора Елгон, Кенія);
- C. n. hooki St. Leger, 1934 (гора Кенія);
- C. n. hypoxanthus Grubb e Groves, 2002 (гори Ітомбве, на захід від північного кінця озера Танганьїка);
- C. n. kivuensis Lönnberg, 1919 (гори Вірунга та прилеглі регіони Руанди, Бурунді, Уганди та Демократичної Республіки Конго);
- C. n. rubidus Thomas, 1901 (гори Рувензорі на сході ДР Конго та заході Уганди).